# 鰻形裸背電鰻
鰻形裸背電鰻，為輻鰭魚綱電鰻目裸背電鰻科的其中一種，為熱帶淡水魚，分布於南美洲亞馬遜河及奧里諾科河流域，體長可達30公分，棲息在有沉積物的溪流底中層水域，以水生無脊椎動物、昆蟲幼蟲與甲殼類為食，具有侵略性，成小群活動。

## 扩展阅读
維基物種上的相關：鰻形裸背電鰻